# Turris nadaensis
Turris nadaensis is een slakkensoort uit de familie van de Turridae. De wetenschappelijke naam van de soort is voor het eerst geldig gepubliceerd in 1973 door Azuma.